# Cantonul Morteaux-Coulibœuf
Cantonul Morteaux-Coulibœuf este un canton din arondismentul Caen, departamentul Calvados, regiunea Basse-Normandie, Franța.

## Comune
| Comune                | Populație (1999) | Cod poștal | Cod INSEE |
| --------------------- | ---------------- | ---------- | --------- |
| Barou-en-Auge         | ...              | 14620      | 14043     |
| Beaumais              | ...              | 14620      | 14053     |
| Bernières-d'Ailly     | ...              | 14170      | 14064     |
| Courcy                | ...              | 14170      | 14190     |
| Crocy                 | ...              | 14620      | 14206     |
| Épaney                | ...              | 14170      | 14240     |
| Ernes                 | ...              | 14270      | 14245     |
| Fourches              | ...              | 14620      | 14283     |
| Jort                  | ...              | 14170      | 14345     |
| Louvagny              | ...              | 14170      | 14381     |
| Le Marais-la-Chapelle | ...              | 14620      | 14402     |
| Morteaux-Coulibœuf    | ...              | 14620      | 14452     |
| Les Moutiers-en-Auge  | ...              | 14620      | 14457     |
| Norrey-en-Auge        | ...              | 14620      | 14469     |
| Olendon               | ...              | 14170      | 14476     |
| Perrières             | ...              | 14170      | 14497     |
| Sassy                 | ...              | 14170      | 14669     |
| Vendeuvre             | ...              | 14170      | 14735     |
| Vicques               | ...              | 14170      | 14742     |
| Vignats               | ...              | 14700      | 14751     |